# Malleloy
Malleloy – miejscowość i gmina we Francji, w regionie Grand Est, w departamencie Meurthe i Mozela.
Według danych na rok 1990 gminę zamieszkiwały 812 osoby, a gęstość zaludnienia wynosiła 200 osób/km² (wśród 2335 gmin Lotaryngii Malleloy plasuje się na 430. miejscu pod względem liczby ludności, natomiast pod względem powierzchni na miejscu 1091.).